# Euptychia telesiphora
Euptychia telesiphora är en fjärilsart som beskrevs av William James Kaye. Euptychia telesiphora ingår i släktet Euptychia och familjen praktfjärilar. Inga underarter finns listade i Catalogue of Life.